# Macrobiotus blocki
Macrobiotus blocki är en djurart som tillhör fylumet trögkrypare, och som beskrevs av Hieronymus Dastych 1984. Macrobiotus blocki ingår i släktet Macrobiotus och familjen Macrobiotidae. Inga underarter finns listade i Catalogue of Life.